# Железничка станица Адрани
Железничка станица Адрани је од железничких станица на прузи Краљево—Пожега. Налази се насељу Адрани у граду Краљеву. Пруга се наставља у једном смеру ка Самаили, у другом према према Краљеву и у трећем према Матарушкој Бањи. Железничка станица Адрани састоји се из 5 колосека.